# Ірина Володарівна
Іри́на Галицька (*? - †?) — донька Володаря Ростиславича, князя звенигородського та перемиського і одного з засновників Галицького князівства. 20 липня 1104 року вийшла заміж за Ісаака Комніна, сина візантійського імператора Олексія І Комніна. Мати імператора Андроніка.
Династичний шлюб із могутньою Візантійською імперією кілька років після перемоги Володаря над дружиною київського князя Святополка II в битві на Рожному Полі свідчив про визнання незалежності галицьких земель і важливу політичну роль, яку починала відігравати Галичина, та дозволив поширити галицький вплив до гирла Дунаю. Син Ірини Андронік був візантійським імператором.

## Сім'я
В шлюбі Ісааком Комніном стала матір'ю Андроніка — візантійського імператора — чиї нащадки понад двісті років правили Трапезундською імперією.